# Such Blinding Stars for Starving Eyes
Such Blinding Stars for Starving Eyes (traducido como Tales estrellas cegadoras para ojos hambrientos) es el álbum debut de estudio de la banda de indie rock estadounidense Cursive, estrenado el 9 de septiembre de 1997.
A diferencia de casi la totalidad de su discografía (publicada por Saddle Creek), este álbum fue lanzado por los sellos Crank! Records e Interplanetary Trucker's Union, en CD y vinilo 12". En diciembre de 2017, 15 Passenger relanzó una versión remasterizada en vinilo, limitado a dos mil copias.

## Listado de canciones
| N.º | Título                     | Duración |  |
| 1.  | «After the Movies»         | 4:26     |  |
| 2.  | «Downhill Racers»          | 4:36     |  |
| 3.  | «Ceilings Crack»           | 3:40     |  |
| 4.  | «The Dirt of the Vineyard» | 4:09     |  |
| 5.  | «Target Group»             | 4:26     |  |
| 6.  | «Eight Light Minutes»      | 2:24     |  |
| 7.  | «Vermont»                  | 3:42     |  |
| 8.  | «Dedications to Desertion» | 3:11     |  |
| 9.  | «Warped the Wood Floors»   | 3:48     |  |
| 10. | «Retirement»               | 3:50     |  |
| 11. | «The Farewell Party»       | 3:52     |  |

## Créditos
| Cursive - Tim Kasher – voces, guitarras - Steve Pedersen – guitarras - Matt Maginn – bajo - Clint Schnase – batería, percusión | Personal adicional - AJ Mogis – grabación, producción, ingeniero de sonido - Mike Mogis – grabación, producción, ingeniero de sonido - Gene Paul – masterización - Evren Goknar – masterización adicional - Ian J. Whitmore – fotografía - Justin Kozisek – diseño - Greg Pymm – diseño - Cole Gerst – layout - Zack Nipper – layout (2017) - Tom Mullen – notas del álbum (2017) - Ed Brooks – remasterización (2017) |